# Tipula alhena
Tipula alhena är en tvåvingeart som beskrevs av Alexander 1953. Tipula alhena ingår i släktet Tipula och familjen storharkrankar.
Artens utbredningsområde är Thailand. Inga underarter finns listade i Catalogue of Life.